# Деваджак (Мічиган)
Деваджак (англ. Dowagiac) — місто (англ. city) в США, в окрузі Кесс штату Мічиган. Населення — 5721 особа (2020).

## Географія
Деваджак розташований за координатами 41°59′0″ пн. ш. 86°6′46″ зх. д. / 41.98333° пн. ш. 86.11278° зх. д. (41.983434, -86.112831).  За даними Бюро перепису населення США в 2010 році місто мало площу 11,77 км², з яких 11,56 км² — суходіл та 0,21 км² — водойми.

## Демографія
Згідно з переписом 2010 року, у місті мешкало 5879 осіб у 2337 домогосподарствах у складі 1463 родин. Густота населення становила 500 осіб/км².  Було 2674 помешкання (227/км²).
Расовий склад населення:
| - 73,5 % — білих - 14,3 % — чорних або афроамериканців - 3,0 % — корінних американців - 0,8 % — азіатів - 2,4 % — осіб інших рас |

До двох чи більше рас належало 6,1 %. Частка іспаномовних становила 5,4 % від усіх жителів.
За віковим діапазоном населення розподілялося таким чином: 29,1 % — особи молодші 18 років, 58,3 % — особи у віці 18—64 років, 12,6 % — особи у віці 65 років та старші. Медіана віку мешканця становила 32,0 року. На 100 осіб жіночої статі у місті припадало 90,9 чоловіків;  на 100 жінок у віці від 18 років та старших — 82,2 чоловіків також старших 18 років.
Середній дохід на одне домашнє господарство  становив 37 492 долари США (медіана — 28 142), а середній дохід на одну сім'ю — 43 681 долар (медіана — 32 875). Медіана доходів становила 36 597 доларів для чоловіків та 25 520 доларів для жінок. За межею бідності перебувало 41,9 % осіб, у тому числі 64,7 % дітей у віці до 18 років та 9,4 % осіб у віці 65 років та старших.
Цивільне працевлаштоване населення становило 1966 осіб. Основні галузі зайнятості: освіта, охорона здоров'я та соціальна допомога — 27,1 %, виробництво — 18,4 %, роздрібна торгівля — 15,7 %.